# Bernhard Schlink
Bernhard Schlink (n. 6 iulie 1944, Bielefeld, Reich-ul German) este un jurist și scriitor german. El este cel mai bine cunoscut pentru romanul său Cititorul, care a fost publicat pentru prima dată în 1995 și a devenit un bestseller internațional. A primit Crucea Federală de Merit în grad de ofițer în 2004 și a câștigat premiul Park Kyong-ni în 2014.

## Opere

### Beletristică
- Selbs Justiz, 1987, (împreună cu Walter Popp), ISBN 3-257-21543-6
- Die gordische Schleife, 1988, ISBN 3-257-21668-8
- Selbs Betrug, 1992, ISBN 3-257-22706-X
- Der Vorleser, 1995, ISBN 3-257-22953-4
- Liebesfluchten, 2000, ISBN 3-257-23299-3
- Selbs Mord, 2001, ISBN 3-257-23360-4
- Die Heimkehr, 2006, ISBN 3-257-86136-2
- Das Wochenende,2008, ISBN 978-3-257-06633-3
- Sommerlügen., 2010,  ISBN 978-3-257-06753-8.
- Gedanken über das Schreiben. Heidelberger Poetikvorlesungen., 2011, ISBN 978-3-257-06783-5.
- Die Frau auf der Treppe 2014, ISBN 978-3-257-06909-9.
- Die Enkelin, roman, 2021, ISBN 978-3-257-06909-9.

## Cărți traduse în limba română
- Cititorul, Polirom, 2002, ISBN 9789734619139. (Der Vorleser, 1995)
- Evadări din iubire, Polirom, 2003, ISBN 973-681-325-8. (Liebesfluchten, 2000)
- Crima lui Selb, Polirom, 2005, ISBN 973-681-902-7 (Selbs Mord, 2001)
- Întoarcerea acasă, 2007, ISBN 978-973-46-0764-8. (Die Heimkehr, 2006)
- Weekendul, Polirom, 2010, ISBN 9789734616114. (Das Wochenende,2008)
- Minciuni de vară, Polirom, 2011, ISBN 9789734619627. (Sommerlügen., 2010)
- Femeia de pe scări, Polirom, 2015, ISBN ISBN 9789734655137. (Die Frau auf der Treppe. 2014)
- Nepoata, Polirom, 2023,  ISBN 978-973-46-9401-3. (Die Enkelin. 2021)

## Premii literare
- 1989 Friedrich-Glauser-Preis pentru romanul Die gordische Schleife[15]
- 1993 Deutscher Krimi Preis, pentru romanul Selbs Betrug (Cel mai renumit premiu literar german de literatură polițistă)[15]
- 1995 Stern des Jahres a ziarului Abendzeitung (München) pentru romanul  Cititorul[15]
- 1997 Premio Grinzane Cavour (Italia) pentru romanul Cititorul[15]
- 1997 Prix Laure Bataillon (Franța) pentru romanul Cititorul (Premiul atât pentru autor cât și pentru traducătorul Bernard Lortholary)[15]
- 1998 Hans-Fallada-Preis, pentru romanul Cititorul (Premiu literar al orașului Neumünster)[15]
- 1999 WELT-Premiul literar, pentru întreaga sa operă literară (Premiu literar al ziarului  Die Welt, unul din cele mai renumite cotidiene germane)[15]
- 2000 Premiul Heinrich Heine al „Heinrich-Heine-Gesellschaft” de la Hamburg[15]
- 2000 Evangelischer Buchpreis pentru romanul Cititorul[15]
- 2000 Premiul special de cultură a cotidianului japonez Mainichi Shimbun, pentru romanul Cititorul[15]
- 2004 Crucea Federală de Merit în grad de ofițer[15][16]
- 2014 Premiul Park Kyong-ni (Coreea de Sud)[17]